# Lo sto facendo
Lo sto facendo è un singolo del rapper italiano Fabri Fibra, pubblicato il 6 settembre 2016 dalla Universal Music Group.

## Descrizione
Si tratta di un brano inedito originariamente presentato dal vivo da Fabri Fibra nel 2015 in occasione del concerto tenuto al Fabrique di Milano (immortalato nell'album dal vivo Squallor Live) e in seguito divenuto il brano d'apertura dei concerti del 2016.

## Tracce
Testi di Fabrizio Tarducci, musiche di Ron Feemster.
1. Lo sto facendo – 3:33

## Classifiche
| Classifica (2016) | Posizione massima |
| ----------------- | ----------------- |
| Italia            | 84                |